# 순천 선암사 중수비
순천 선암사 중수비(順天 仙岩寺 重修碑)는 전라남도 순천시 승주읍 선암사에 있는 석비이다. 1982년 10월 15일 전라남도의 유형문화재 제92호로 지정되었다.

## 개요
선암사 무우전 뒷편인 북암에 오르는 길목에 자리하고 있는 비로, 정유재란으로 불에 타버린 절을 약휴대사의 노력으로 힘들게 복원한 후 그 내용을 기록해 놓은 것이다.
비는 높직한 거북받침돌 위로, 비몸을 세우고 머릿돌을 올린 모습이다. 거북받침의 머리는 용의 머리화되었는데 여의주를 물고 있지 있으며, 목이 매우 짧아 잔뜩 웅크리고 있는 듯하다. 등은 선명하게 새긴 육각무늬로 덮혀있고, 중앙에 네모난 비좌(碑座)를 마련하여 비를 꽂아두도록 하였다. 머릿돌은 밑면에 연꽃을 새겼고, 윗면에는 서로 엉켜 꿈틀거리는 두 마리의 용을 사실적으로 표현하였다.
비문의 내용으로 보아 조선 숙종 33년(1707)에 비를 세웠으며, 채팽윤이 글을 짓고, 이진휴가 글씨를 썼다. 조선 중기의 작품이긴 하나 조각이나 표현기법 등이 아름답다.

## 참고 자료
- 선암사중수비 - 국가유산청 국가유산포털